# Kis uralkodóinak listája
Kis az ókori Sumer politikailag legjelentősebb városállama volt az i. e. 3. évezredben. Ez a lista tényleges uralkodóinak listája. A „Kis királya” cím ugyanis az i. e. 3. évezred végétől korábbi tekintélye miatt az egész Mezopotámia feletti igényt fejezte ki, a későbbi sémi dinasztiák (Akkád Birodalom, Óbabiloni Birodalom) a „sar kissati” címet a „világmindenség királya” értelemben használták.
| Uralkodó | Rövid kronológia | Középső kronológia | Hosszú kronológia | Megjegyzés                                                        |
| --- | ---------------- | ------------------ | ----------------- | ----------------------------------------------------------------- |
| (Sumerben: vízözön) → I. kisi dinasztia → (Sumerben: I. uruki dinasztia)                                                        |                  |                    |                   |                                                                   |
| Ngusur |                  | i. e. 2900 körül   |                   |                                                                   |
| Kullasszinabel |                  |                    |                   |                                                                   |
| Palakinatim |                  |                    |                   |                                                                   |
| Nangislisma |                  |                    |                   |                                                                   |
| Bahina |                  |                    |                   |                                                                   |
| Buannum |                  |                    |                   |                                                                   |
| Kalibum |                  |                    |                   |                                                                   |
| Kalumu |                  |                    |                   |                                                                   |
| Zukakip |                  |                    |                   |                                                                   |
| Atab |                  |                    |                   |                                                                   |
| Masda |                  |                    |                   | Atab fia                                                          |
| Arvium |                  |                    |                   | Masda fia                                                         |
| Etana |                  |                    |                   |                                                                   |
| Balih |                  |                    |                   | Etana fia                                                         |
| Enmenunna |                  |                    |                   |                                                                   |
| Melamkisi |                  |                    |                   | Enmenunna fia                                                     |
| Barszalnunna |                  |                    |                   | Enmenunna fia                                                     |
| Samug |                  |                    |                   | Barszalnunna fia                                                  |
| Tizkar |                  |                    |                   | Samug fia                                                         |
| Ilku |                  |                    |                   |                                                                   |
| Iltaszadum |                  |                    |                   |                                                                   |
| Mebarageszi |                  |                    |                   |                                                                   |
| Agga |                  | i. e. 2650 körül   |                   | Mebarageszi fia; Gilgames uruki uralkodó legyőzte                 |
| (Sumerben: Avan-i dinasztia) → II. kisi dinasztia → (Sumerben: hamazi dinasztia)                                                |                  |                    |                   |                                                                   |
| Szuszuda |                  |                    |                   |                                                                   |
| Dadaszig |                  |                    |                   |                                                                   |
| Magalgalla (Mamagal?) |                  |                    |                   |                                                                   |
| Kalbum |                  |                    |                   | Magalgalla fia, Éannatum keselyűsztéléjének végén szerepel a neve |
| Tuge |                  |                    |                   |                                                                   |
| Gasubnunna (Mennuna?) |                  |                    |                   |                                                                   |
| Enbi-Istar (?) |                  |                    |                   |                                                                   |
| Lugalmu |                  |                    |                   |                                                                   |
| (Sumerben: mári dinasztia) → III. kisi dinasztia → (Sumerben: aksaki dinasztia) azonos és folyamatos a következő dinasztiával   |                  |                    |                   |                                                                   |
| Ku-Baba |                  |                    |                   | „a korcsmárosnő, aki Kis város alapjait megszilárdította”         |
| (Sumerben: aksaki dinasztia) → IV. kisi dinasztia → (Sumerben: III. uruki dinasztia) azonos és folyamatos az előző dinasztiával |                  |                    |                   |                                                                   |
| Puzur-Szín |                  |                    |                   | Ku-Baba fia                                                       |
| Ur-Zababa |                  | i. e. 24. század   |                   | Puzur-Szín fia, az ő pohárnoka volt Sarrukín                      |
| Szimudár |                  |                    |                   |                                                                   |
| Uszívatar |                  |                    |                   | Szimudár fia                                                      |
| Istármuti |                  |                    |                   |                                                                   |
| Ismé-Samas |                  |                    |                   |                                                                   |
| Nannia |                  |                    |                   | „a kőfaragó”                                                      |

## Fordítás
- Ez a szócikk részben vagy egészben  a   Sumerian King List című angol Wikipédia-szócikk fordításán alapul.  Az eredeti cikk szerkesztőit annak laptörténete sorolja fel. Ez a jelzés csupán a megfogalmazás eredetét és a szerzői jogokat jelzi, nem szolgál a cikkben szereplő információk forrásmegjelöléseként.